# Helerio
Helerio (en latín: Helerius, fallecido en 555) o Helerio de Jersey fue un monje del siglo VI originario de Tongeren (actual Bélgica) que se hizo ermitaño en Jersey y dio su nombre a Saint Helier, la principal parroquia de la isla. Festejado el 16 de julio, es el santo patrón de Jersey y las islas del Canal.

## Biografía
Habiendo dejado su país natal, Helerio llegó al monasterio de San Marculfo en Nanteuil. Marculfo lo envió con un compañero, Romardo, a la isla de Jersey cuyos habitantes pedían ayuda contra los ataques de los piratas. Una vez en Jersey, Helerio se asentó en una roca de la bahía de Saint-Aubin desde donde vio a lo lejos las velas de los barcos piratas y pudo indicar a los habitantes que huyeran.
Tras trece años de oraciones y milagros, los piratas tomaron al ermitaño y lo decapitaron. Según la leyenda, el santo tomó su cabeza en sus manos y los aterrorizados piratas huyeron. Su compañero Romardo encontró el cuerpo del santo y lo transportó a Bréville-sur-Mer (Mancha). Las reliquias del santo se conservaron en Beaubec-la-Rosière hasta la destrucción de la abadía durante la Revolución francesa.